# Rolling Stones Mobile Studio

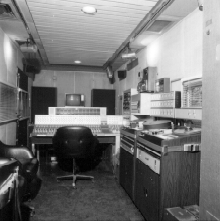
La regia dello studio di registrazione

Il Rolling Stones Mobile Studio è uno studio di registrazione mobile concepito per l'omonimo gruppo rock britannico capitanato da Mick Jagger. È operativo dagli inizi degli anni settanta.
Oltre ai Rolling Stones, si sono serviti dello studio numerosi artisti, tra cui Lou Reed, Bob Marley, i Fleetwood Mac, i Deep Purple, i Dire Straits, i Led Zeppelin, Carlos Santana, i Simple Minds, gli Status Quo, gli Iron Maiden e gli Wishbone Ash. Fra gli album registrati in tutto o in parte con il Rolling Stones Mobile Studio si annoverano Sticky Fingers, Exile on Main St., Live!, Led Zeppelin III, Led Zeppelin IV, Houses of the Holy, Machine Head e Alchemy: Dire Straits Live.